# جورج إيفانز (لاعب كرة قدم)
جورج إيفانز (بالإنجليزية: George Evans)‏ (13 ديسمبر 1994 في المملكة المتحدة - ) هو لاعب كرة قدم بريطاني في مركز الوسط. شارك مع منتخب إنجلترا تحت 17 سنة لكرة القدم ومنتخب إنجلترا تحت 19 سنة لكرة القدم. أما مع النوادي، فقد لعب مع سكونثورب يونايتد ومانشستر سيتي ونادي ريدنغ ونادي كرو ألكساندرا ونادي والسول.

## وصلات خارجية
- جورج إيفانز على موقع قاعدة بيانات كرة القدم.إي يو (الإنجليزية)
- جورج إيفانز على موقع Soccerbase.com (لاعب) (الإنجليزية)
- جورج إيفانز على موقع Soccerway.com (الإنجليزية)
- جورج إيفانز على موقع AS.com (الإسبانية)